# Улица Ярослава Баиса
Улица Ярослава Баиса находится в посёлке Котовского в Одессе. До 2024 года носила имя советского актёра, певца и поэта Владимира Высоцкого
Согласно закону «Об осуждении и запрете пропаганды российской имперской политики в Украине и деколонизации топонимии» переименована в честь украинского военнослужащего Ярослава «Августа» Баиса, участника боёв за «Азовсталь», погибшего в результате массового убийства военнопленных в Оленовке.

## Маршруты, проходящие через улицу Баиса
На улице Баиса останавливается маршрутное такси 145 (остановка «Школа»).

## Сноски
1. ↑  Коршак, Наталія; Васильєв, Дмитро. В Одесі попрощалися з військовим, який боронив Азовсталь та загинув в Оленівці. Суспільне Одеса. Суспільне Мовлення (23 июля 2023). Дата обращения: 8 октября 2024. Архивировано 1 августа 2024 года.
2. ↑  Козова, Лариса. В Одесі перейменують десятки вулиць: які назви з’являться у місті (фото). УНІАН (29 июля 2024). Дата обращения: 8 октября 2024. Архивировано 4 августа 2024 года.